# Липень (Могилёвская область)
Ли́пень (бел. Ліпень) — агрогородок, административный центр Липенского сельского совета Осиповичского района Могилёвской области Беларуси.

## География
Деревня Липень расположена в 19 километрах на северо-восток от районного центра-города Осиповичи. Стоит на берегу реки Свислочь.

## История
Деревня известна с середины XVII века. В 1637 году входила в состав Минского повета и воеводства Великого Княжества Литовского. С 1793 года — в составе Российской империи. С 1795 года — в составе Игуменского повета Минской губернии. С 1897 г. — в составе Погорельской волости Игуменского повета.
До революции 1917 года деревня имела название — «Холуи». Название местечка Холуи свидетельствовало о холопском положении местного населения: лучшие окрестные земельные угодья и прилегающие лесные массивы являлись княжескими владениями.
Своё название деревня Липень получила в 1920 году после освобождения района от белополяков. Это произошло в середине лета, когда цвели липы, и поэтому деревню так и переименовали.
В 1975 году в деревне установлен памятник на братской могиле погибших воинов и партизан.
В 1950 году на территории деревни путём объединения мелких хозяйств был образован колхоз имени Володарского (в 1992 году переименован в коллективное долевое хозяйство «Липень»). Далее хозяйство было переименовано в сельскохозяйственный производственный кооператив: СПК "Колхоз «Липень».
За хорошие показатели в работе коллективу СПК "Колхоз «Липень» было вручено Благодарственное письмо Президента Республики Беларусь.
В 2006 году в деревне Липень велось строительство агрогородка.

## В деревне расположены
- СПК «Колхоз „Липень“»

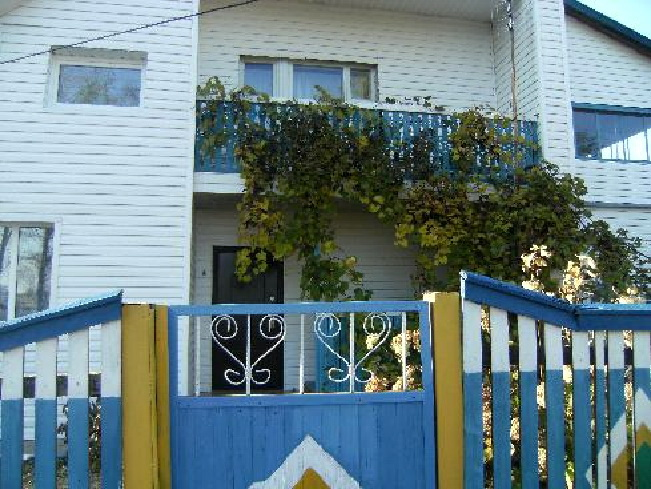
Липеньский детский дом семейного типа

- Липеньский учебно-педагогический комплекс «Детский сад — средняя школа»
- Липеньский сельский Дом культуры
- Липеньская сельская библиотека
- Липеньская сельская врачебная амбулатория (Учреждение здравоохранения «Осиповичская центральная районная больница»)
- Аптека
- Отделение связи
- Филиал АСБ «Беларусбанк»
- Липеньский детский дом семейного типа
- Агроусадьбы «Речная» и «Южная».